# Stanze al Genio
Il Museo delle maioliche Stanze al Genio ha al suo interno un'esposizione di quasi 5000 esemplari di mattonelle in maiolica italiane dal XV al XIX secolo disposte su 9 sale. Il Museo ha sede all'interno di una porzione del piano nobile del seicentesco Palazzo Torre Pirajno, nel comune di Palermo in Via Giuseppe Garibaldi n. 11. Il piano nobile è stato recentemente restaurato ed al suo interno sono visibili decorazioni a soffitto settecenteschi ed ottocenteschi e lambries d'epoca. Il percorso si articola all'interno di una casa museo realmente abitata ed aperta tutti i giorni al pubblico su prenotazione. Al suo interno sono altresì presenti collezioni minori di cancelleria d'epoca, ceramica contemporanea, formelle di terracotta del XVIII e del XIX secoli ed oggetti di modernariato.

## Storia
Nel 2008 Pio Mellina creò assieme ad Antonino Perna, Luisa Masi e Davide Sansone l'Associazione Culturale "Stanze al Genio" con l'obiettivo di rendere fruibile al pubblico una raccolta di mattonelle antiche collezionate in oltre trenta anni e tuttora in crescita. Sono in mostra anche collezioni minori di cancelleria d'epoca, ceramica contemporanea ed oggetti di modernariato. Nel dicembre 2008 dopo un attento lavoro di restauro dei luoghi fu aperta al pubblico la casa-museo Stanze al Genio, che è visitabile tutto l'anno su prenotazione. 

## Esposizione
La casa museo è ospitata nei saloni seicenteschi del piano nobile di Palazzo Torre Piraino, i saloni principali conservano la pavimentazione e gli affreschi originali di fine Settecento ed inizio Ottocento. La collezioni principale è una raccolta di maioliche antiche con quasi 5000 esemplari di provenienza napoletane e siciliana, di un arco temporale compreso tra fine quattrocento e gli inizi del novecento. Un'altra sezione minore è dedicata alla cancelleria d'epoca tra cui una collezione di oltre cinquanta bottiglie d'inchiostro di metà novecento, scatole di pennini e vecchi calamai in vetro. Infine una sezione dedicata alla ceramica contemporanea, oggetti di modernariato e vecchi giocattoli. La parte espositiva della casa museo si articola in nove sale: la sala d'ingresso, la sala neoclassica (per le decorazioni settecentesche del soffitto), la sala dei fiori (per le decorazioni di inizio ottocento del soffitto), la sala di Burgio, la sala di Santo Stefano, la sala dei vasi, la sala della Cucina, la sala della scala e la sala liberty.
L'esposizione di maioliche è divisa per epoca e per centri di produzione (Campania e Sicilia).